# Tour de Suisse
Le Tour de Suisse est une course à étapes inscrite au calendrier UCI World Tour ayant lieu annuellement en juin. Depuis sa création en 1933, la course a constamment évolué au niveau des parcours et des sponsors notamment. Elle est considérée au même titre que le Critérium du Dauphiné comme une préparation pour le Tour de France ayant lieu quelques semaines plus tard. En effet, comme ces derniers, le Tour de Suisse offre des étapes de haute montagne ainsi qu'un contre-la-montre individuel. Des vainqueurs du Tour de France ont également remporté le Tour de Suisse comme Gino Bartali, Ferdi Kübler et Hugo Koblet (tous deux Suisses), Jan Ullrich ou encore Eddy Merckx et Egan Bernal, ces deux derniers coureurs l’emportant même sur le Tour de France quelques semaines après un Tour de Suisse victorieux.
Le Tour de Suisse est organisé depuis son édition 2015 par l'entreprise InfrontRingier Sports & Entertainment, pour le compte de Swiss Cycling, propriétaire de la marque « Tour de Suisse ». InfrontRingier Sports & Entertainment a été fondée conjointement par le groupe de presse Ringier et la société de marketing sportif Infront Sports & Media en 2011,,,.
L'édition 2020 est annulée en raison de la pandémie de maladie à coronavirus. Depuis 2021, l'épreuve est précédée d'une édition féminine.
L'édition 2023 est marquée par la mort du Suisse Gino Mäder le lendemain de sa chute en course, Mäder meurt 75 ans jour pour jour après le Belge Richard Depoorter aussi tué en descente sur cette course lors de l'édition 1948.

## Palmarès

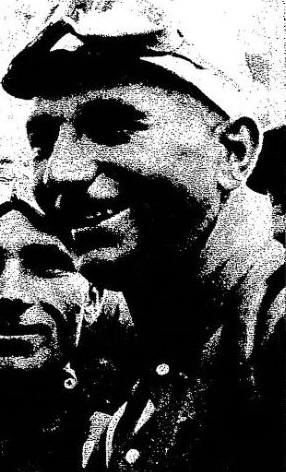
Gaspard Rinaldi vainqueur du Tour de Suisse en 1935.

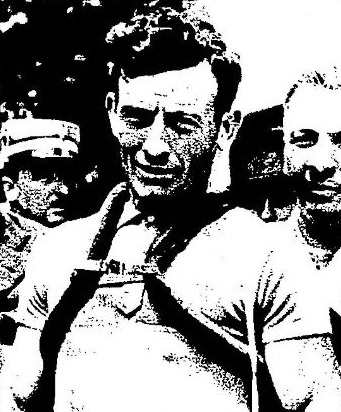
Le Belge Henri Garnier, vainqueur en 1936.

| Année   | Vainqueur                                                      | Deuxième                                                       | Troisième                                                      |
| ------- | -------------------------------------------------------------- | -------------------------------------------------------------- | -------------------------------------------------------------- |
| 1933    | Max Bulla                                                      | Albert Büchi                                                   | Gaspard Rinaldi                                                |
| 1934    | Ludwig Geyer                                                   | Léon Level                                                     | Francesco Camusso                                              |
| 1935    | Gaspard Rinaldi                                                | Leo Amberg                                                     | Henri Garnier                                                  |
| 1936    | Henri Garnier                                                  | Gustaaf Deloor                                                 | Leo Amberg                                                     |
| 1937    | Karl Litschi                                                   | Leo Amberg                                                     | Walter Blattmann                                               |
| 1938    | Giovanni Valetti                                               | Arsène Mersch                                                  | Severino Canavesi                                              |
| 1939    | Robert Zimmermann                                              | Max Bolliger                                                   | Christophe Didier                                              |
| 1940    | Non disputé                                                    |                                                                |                                                                |
| 1941    | Josef Wagner                                                   | Werner Buchwalder                                              | Ferdi Kübler                                                   |
| 1942    | Ferdi Kübler                                                   | Willy Kern                                                     | Fritz Stocker                                                  |
| 1943-45 | Non disputé                                                    |                                                                |                                                                |
| 1946    | Gino Bartali                                                   | Josef Wagner                                                   | Aldo Ronconi                                                   |
| 1947    | Gino Bartali                                                   | Giulio Bresci                                                  | Stan Ockers                                                    |
| 1948    | Ferdi Kübler                                                   | Giulio Bresci                                                  | Hans Sommer                                                    |
| 1949    | Gottfried Weilenmann                                           | Georges Aeschlimann                                            | Ernst Stettler                                                 |
| 1950    | Hugo Koblet                                                    | Jean Goldschmit                                                | Aldo Ronconi                                                   |
| 1951    | Ferdi Kübler                                                   | Hugo Koblet                                                    | Alfredo Martini                                                |
| 1952    | Pasquale Fornara                                               | Ferdi Kübler                                                   | Carlo Clerici                                                  |
| 1953    | Hugo Koblet                                                    | Fritz Schaer                                                   | Danilo Barozzi                                                 |
| 1954    | Pasquale Fornara                                               | Agostino Coletto                                               | Giancarlo Astrua                                               |
| 1955    | Hugo Koblet                                                    | Stan Ockers                                                    | Carlo Clerici                                                  |
| 1956    | Rolf Graf                                                      | Fritz Schaer                                                   | Jozef Planckaert                                               |
| 1957    | Pasquale Fornara                                               | Edgard Sorgeloos                                               | Attilio Moresi                                                 |
| 1958    | Pasquale Fornara                                               | Hans Junkermann                                                | Antonino Catalano                                              |
| 1959    | Hans Junkermann                                                | Henry Anglade                                                  | Federico Bahamontes                                            |
| 1960    | Alfred Rüegg                                                   | Kurt Gimmi                                                     | René Strehler                                                  |
| 1961    | Attilio Moresi                                                 | Hilaire Couvreur                                               | Alfred Rüegg                                                   |
| 1962    | Hans Junkermann                                                | Franco Balmamion                                               | Aldo Moser                                                     |
| 1963    | Giuseppe Fezzardi                                              | Rolf Maurer                                                    | Attilio Moresi                                                 |
| 1964    | Rolf Maurer                                                    | Franco Balmamion                                               | Italo Zilioli                                                  |
| 1965    | Franco Bitossi                                                 | Joseph Huysmans                                                | Marcello Mugnaini                                              |
| 1966    | Ambrogio Portalupi                                             | Carlo Chiappano                                                | Rudi Zollinger                                                 |
| 1967    | Gianni Motta                                                   | Rolf Maurer                                                    | Luis Pedro Santamarina                                         |
| 1968    | Louis Pfenninger                                               | Robert Hagmann                                                 | Herman Van Springel                                            |
| 1969    | Vittorio Adorni                                                | Aurelio González                                               | Bernard Vifian                                                 |
| 1970    | Roberto Poggiali                                               | Louis Pfenninger                                               | Primo Mori                                                     |
| 1971    | Georges Pintens                                                | Louis Pfenninger                                               | Ugo Colombo                                                    |
| 1972    | Louis Pfenninger                                               | Roger Pingeon                                                  | Michele Dancelli                                               |
| 1973    | José Manuel Fuente                                             | Donato Giuliani                                                | Wladimiro Panizza                                              |
| 1974    | Eddy Merckx                                                    | Gösta Pettersson                                               | Louis Pfenninger                                               |
| 1975    | Roger De Vlaeminck                                             | Eddy Merckx                                                    | Louis Pfenninger                                               |
| 1976    | Hennie Kuiper                                                  | Michel Pollentier                                              | José Pesarrodona                                               |
| 1977    | Michel Pollentier                                              | Lucien Van Impe                                                | Bert Pronk                                                     |
| 1978    | Paul Wellens                                                   | Ueli Sutter                                                    | Josef Fuchs                                                    |
| 1979    | Wilfried Wesemael                                              | Rudy Pevenage                                                  | Leonardo Mazzantini                                            |
| 1980    | Mario Beccia                                                   | Josef Fuchs                                                    | Joop Zoetemelk                                                 |
| 1981    | Beat Breu                                                      | Josef Fuchs                                                    | Leonardo Natale                                                |
| 1982    | Giuseppe Saronni                                               | Theo de Rooij                                                  | Guido Van Calster                                              |
| 1983    | Sean Kelly                                                     | Peter Winnen                                                   | Jean-Marie Grezet                                              |
| 1984    | Urs Zimmermann                                                 | Acácio da Silva                                                | Gerhard Zadrobilek                                             |
| 1985    | Phil Anderson                                                  | Niki Rüttimann                                                 | Guido Winterberg                                               |
| 1986    | Andrew Hampsten                                                | Robert Millar                                                  | Greg LeMond                                                    |
| 1987    | Andrew Hampsten                                                | Peter Winnen                                                   | Fabio Parra                                                    |
| 1988    | Helmut Wechselberger                                           | Steve Bauer                                                    | Acácio da Silva                                                |
| 1989    | Beat Breu                                                      | Daniel Steiger                                                 | Jörg Müller                                                    |
| 1990    | Sean Kelly                                                     | Robert Millar                                                  | Andrew Hampsten                                                |
| 1991    | Luc Roosen                                                     | Pascal Richard                                                 | Andrew Hampsten                                                |
| 1992    | Giorgio Furlan                                                 | Gianni Bugno                                                   | Fabian Jeker                                                   |
| 1993    | Marco Saligari                                                 | Rolf Jaermann                                                  | Fernando Escartín                                              |
| 1994    | Pascal Richard                                                 | Vladimir Poulnikov                                             | Gianluca Pierobon                                              |
| 1995    | Pavel Tonkov                                                   | Alex Zülle                                                     | Zenon Jaskuła                                                  |
| 1996    | Peter Luttenberger                                             | Gianni Faresin                                                 | Gianni Bugno                                                   |
| 1997    | Christophe Agnolutto                                           | Oscar Camenzind                                                | Jan Ullrich                                                    |
| 1998    | Stefano Garzelli                                               | Beat Zberg                                                     | Wladimir Belli                                                 |
| 1999    | Francesco Casagrande                                           | Laurent Jalabert                                               | Gilberto Simoni                                                |
| 2000    | Oscar Camenzind                                                | Dario Frigo                                                    | Wladimir Belli                                                 |
| 2001    | Non attribué,                                                  | Gilberto Simoni                                                | Wladimir Belli                                                 |
| 2002    | Alex Zülle                                                     | Piotr Wadecki                                                  | Nicolas Fritsch                                                |
| 2003    | Alexandre Vinokourov                                           | Giuseppe Guerini                                               | Óscar Pereiro                                                  |
| 2004    | Jan Ullrich                                                    | Fabian Jeker                                                   | Dario David Cioni                                              |
| 2005    | Aitor González                                                 | Michael Rogers                                                 | Non attribué,                                                  |
| 2006    | Non attribué,                                                  | Koldo Gil                                                      | Jörg Jaksche                                                   |
| 2007    | Vladimir Karpets                                               | Kim Kirchen                                                    | Stijn Devolder                                                 |
| 2008    | Roman Kreuziger                                                | Andreas Klöden                                                 | Igor Antón                                                     |
| 2009    | Fabian Cancellara                                              | Tony Martin                                                    | Roman Kreuziger                                                |
| 2010    | Fränk Schleck                                                  | Non attribué                                                   | Jakob Fuglsang                                                 |
| 2011    | Levi Leipheimer                                                | Damiano Cunego                                                 | Steven Kruijswijk                                              |
| 2012    | Rui Costa                                                      | Fränk Schleck                                                  | Levi Leipheimer                                                |
| 2013    | Rui Costa                                                      | Bauke Mollema                                                  | Roman Kreuziger                                                |
| 2014    | Rui Costa                                                      | Mathias Frank                                                  | Bauke Mollema                                                  |
| 2015    | Simon Špilak                                                   | Geraint Thomas                                                 | Tom Dumoulin                                                   |
| 2016    | Miguel Ángel López                                             | Ion Izagirre                                                   | Warren Barguil                                                 |
| 2017    | Simon Špilak                                                   | Damiano Caruso                                                 | Steven Kruijswijk                                              |
| 2018    | Richie Porte                                                   | Jakob Fuglsang                                                 | Nairo Quintana                                                 |
| 2019    | Egan Bernal                                                    | Rohan Dennis                                                   | Patrick Konrad                                                 |
| 2020    | Épreuve annulée en raison de la pandémie de Covid-19 en Suisse | Épreuve annulée en raison de la pandémie de Covid-19 en Suisse | Épreuve annulée en raison de la pandémie de Covid-19 en Suisse |
| 2021    | Richard Carapaz                                                | Rigoberto Urán                                                 | Jakob Fuglsang                                                 |
| 2022    | Geraint Thomas                                                 | Sergio Higuita                                                 | Jakob Fuglsang                                                 |
| 2023    | Mattias Skjelmose                                              | Juan Ayuso                                                     | Remco Evenepoel                                                |
| 2024    | Adam Yates                                                     | João Almeida                                                   | Mattias Skjelmose                                              |
| 2025    | João Almeida                                                   | Kévin Vauquelin                                                | Oscar Onley                                                    |

## Statistiques et records
| # | Coureurs         | Victoires | Deuxième | Troisième | Total |
| - | ---------------- | --------- | -------- | --------- | ----- |
| 1 | Pasquale Fornara | 4         | 0        | 0         | 4     |
| 2 | Ferdi Kübler     | 3         | 1        | 1         | 5     |
| 3 | Hugo Koblet      | 3         | 1        | 0         | 4     |
| 4 | Rui Costa        | 3         | 0        | 0         | 3     |
| 5 | Louis Pfenninger | 2         | 2        | 2         | 6     |
| 6 | Hans Junkermann  | 2         | 1        | 0         | 3     |
| 7 | Andrew Hampsten  | 2         | 0        | 2         | 4     |
| 8 | Gino Bartali     | 2         | 0        | 0         | 2     |
| 8 | Beat Breu        | 2         | 0        | 0         | 2     |
| 8 | Sean Kelly       | 2         | 0        | 0         | 2     |
| 8 | Simon Špilak     | 2         | 0        | 0         | 2     |

| #  | Pays            | Victoires | Deuxième | Troisième | Total |
| -- | --------------- | --------- | -------- | --------- | ----- |
| 1  | Suisse          | 23        | 30       | 20        | 73    |
| 2  | Italie          | 19        | 13       | 24        | 56    |
| 3  | Belgique        | 8         | 9        | 7         | 24    |
| 4  | Allemagne       | 4         | 3        | 2         | 9     |
| 5  | Portugal        | 4         | 2        | 1         | 7     |
| 6  | États-Unis      | 3         | 0        | 4         | 7     |
| 7  | Autriche        | 3         | 0        | 2         | 5     |
| 8  | Espagne         | 2         | 4        | 6         | 12    |
| 9  | France          | 2         | 5        | 3         | 10    |
| 10 | Colombie        | 2         | 2        | 2         | 6     |
| 11 | Australie       | 2         | 2        | 0         | 4     |
| 12 | Grande-Bretagne | 2         | 0        | 1         | 3     |
| 13 | Irlande         | 2         | 0        | 0         | 2     |
| 13 | Russie          | 2         | 0        | 0         | 2     |
| 13 | Slovénie        | 2         | 0        | 0         | 2     |
| 16 | Pays-Bas        | 1         | 4        | 5         | 10    |
| 17 | Luxembourg      | 1         | 4        | 2         | 7     |
| 18 | Danemark        | 1         | 0        | 3         | 4     |
| 19 | Tchéquie        | 1         | 0        | 2         | 3     |
| 20 | Équateur        | 1         | 0        | 0         | 1     |
| 20 | Kazakhstan      | 1         | 0        | 0         | 1     |

### Victoires d'étapes
Peter Sagan a remporté un record de dix-huit étapes, dont dix-sept en neuf éditions consécutives (2011 à 2019).
| #  | Coureurs           | Victoires |
| -- | ------------------ | --------- |
| 1  | Peter Sagan        | 18        |
| 2  | Fabian Cancellara  | 11        |
| 2  | Hugo Koblet        | 11        |
| 2  | Ferdi Kübler       | 11        |
| 5  | Roger De Vlaeminck | 9         |
| 5  | Urs Freuler        | 9         |
| 5  | Michel Pollentier  | 9         |
| 8  | Franco Bitossi     | 8         |
| 8  | Erik Zabel         | 8         |
| 10 | Robbie McEwen      | 7         |

### Plus faibles écarts
En 1941, les deux Suisses Josef Wagner et Werner Buchwalder sont classés dans le même temps à l'issue des trois étapes du Tour de Suisse cette année-là, l'épreuve ayant été écourtée pour cause de guerre. Wagner est désigné vainqueur à la suite d'un sprint disputé dans le vélodrome du Hallenstadion.
Lors de l'édition 2004, Jan Ullrich l'emporte avec 1 s d'avance sur Fabian Jeker à l'issue des 1 438 km de course. C'est le même écart qui sépare l'Américain Andrew Hampsten et le Néerlandais Peter Winnen en 1987 au bout des 1 699 km de course, l'écart étant équivalent à 10,66 m.

## Les maillots distinctifs

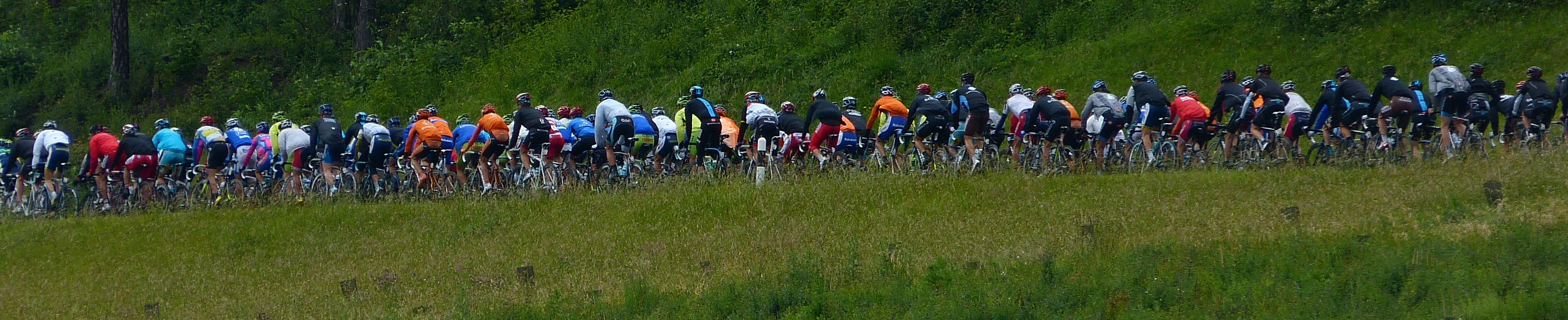

Jusqu'en 2009 :
| Classement général | Points | Montagne | Sprints |
| ------------------ | ------ | -------- | ------- |

2010-2011 :
| Classement général | Points | Montagne | Sprints |
| ------------------ | ------ | -------- | ------- |

2012 :
| Classement général | Points | Montagne | Suisse |
| ------------------ | ------ | -------- | ------ |

2013 :
| Classement général | Points | Montagne | Sprints |
| ------------------ | ------ | -------- | ------- |

2014 :
| Classement général | Points | Montagne | Suisse |
| ------------------ | ------ | -------- | ------ |

2015-2017 :
| Classement général | Points | Montagne | Suisse |
| ------------------ | ------ | -------- | ------ |

Depuis 2018 :
| Classement général | Points | Montagne | Jeune |
| ------------------ | ------ | -------- | ----- |

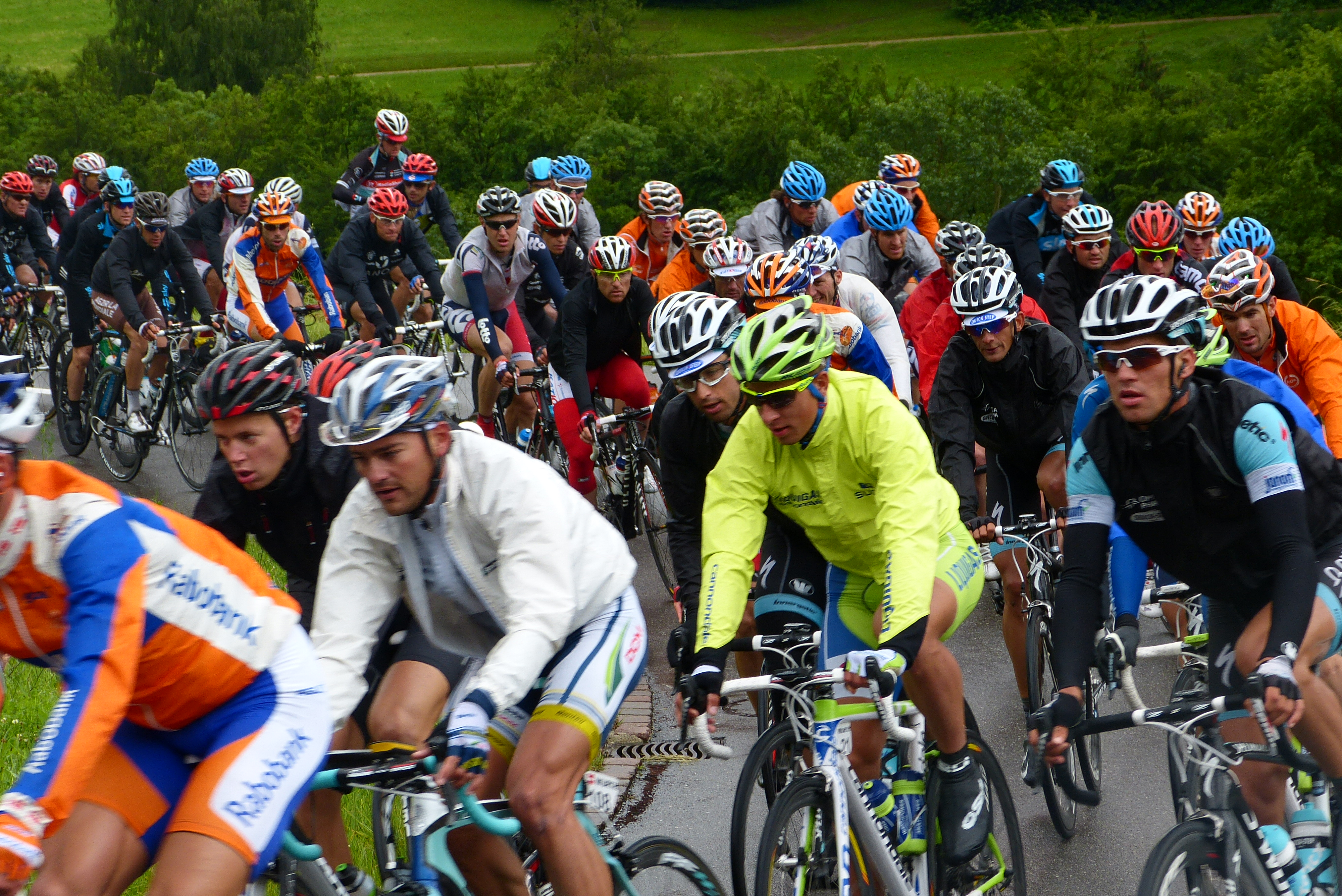
Tour de Suisse 2012.
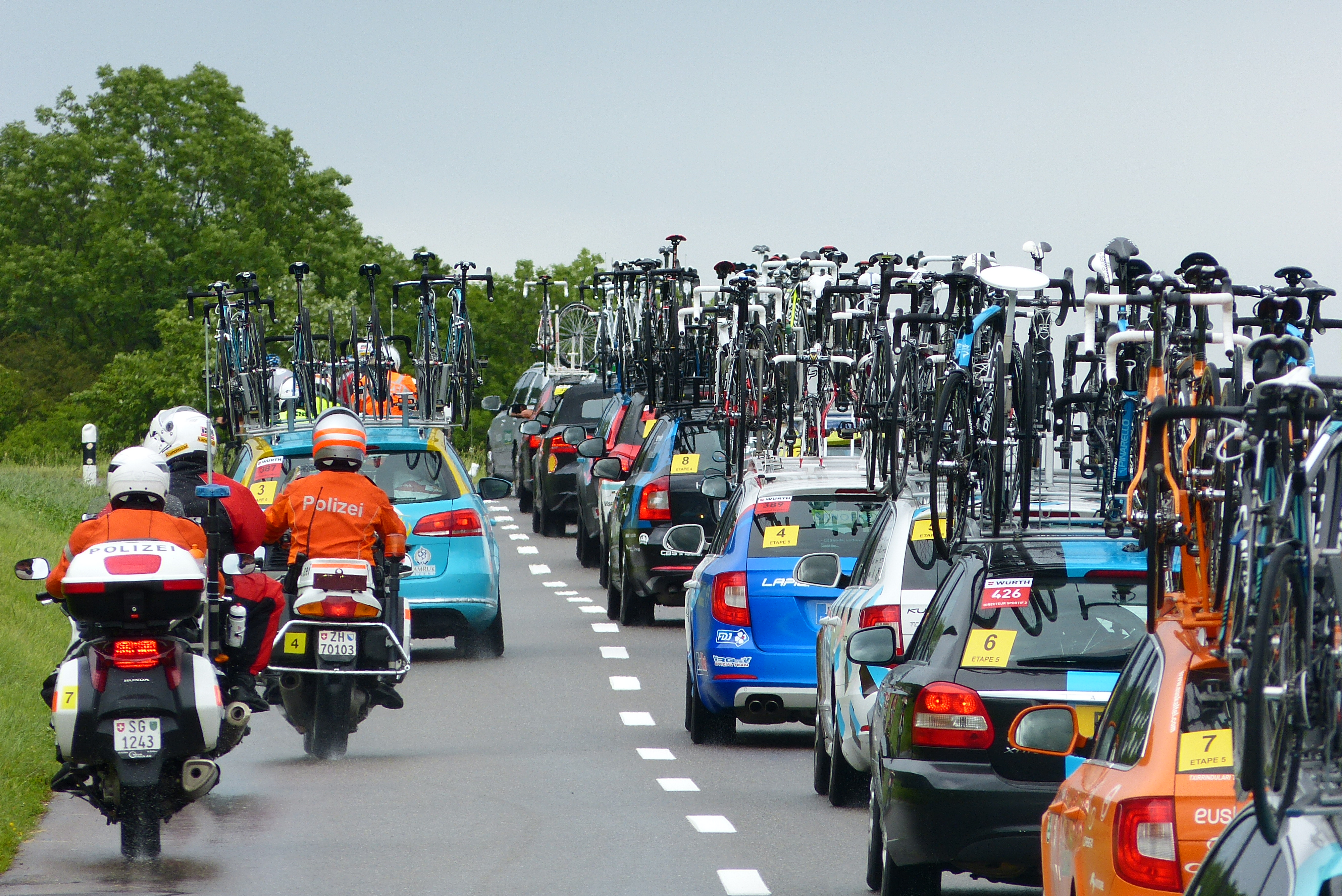
Tour de Suisse 2012.
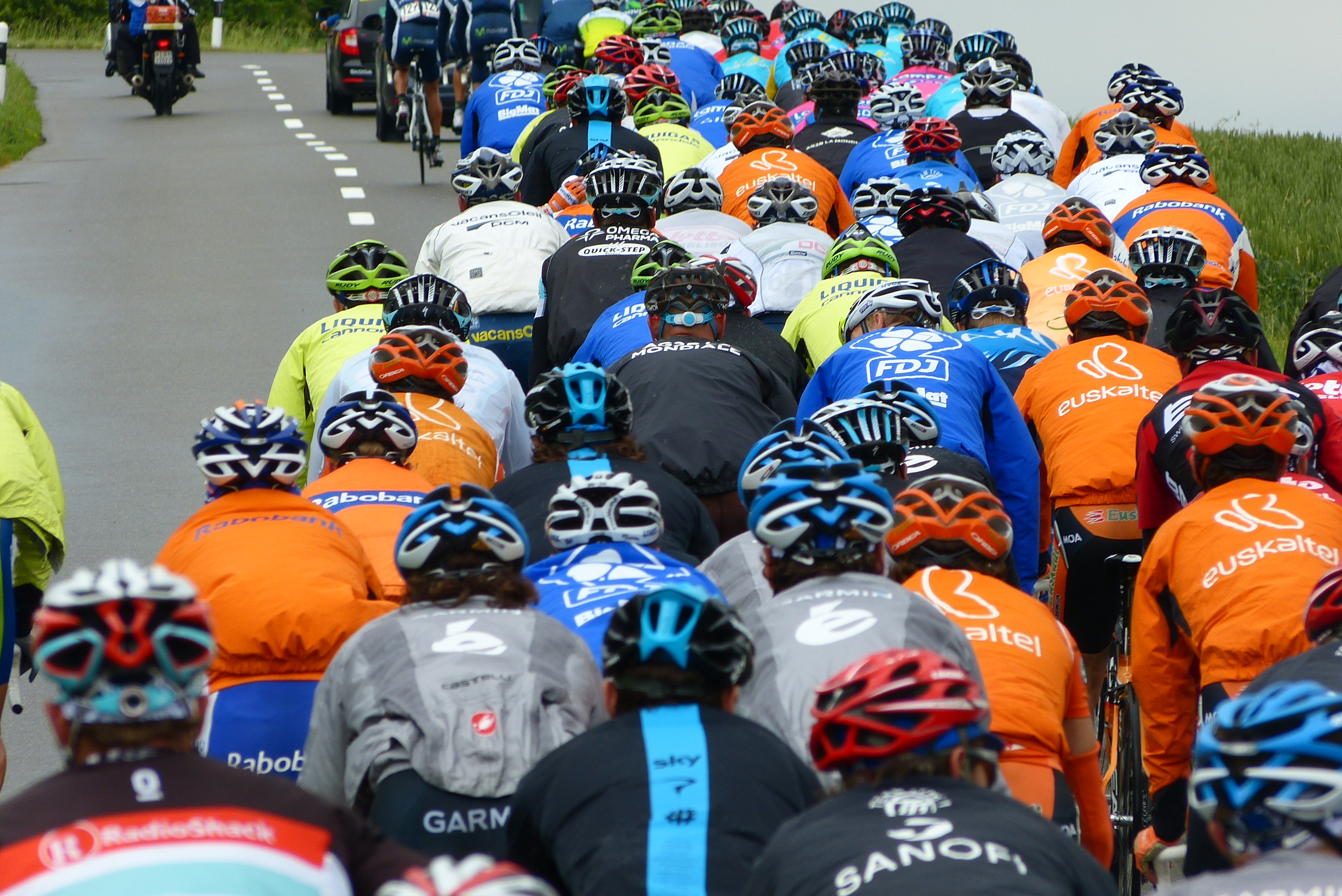
Tour de Suisse 2012.
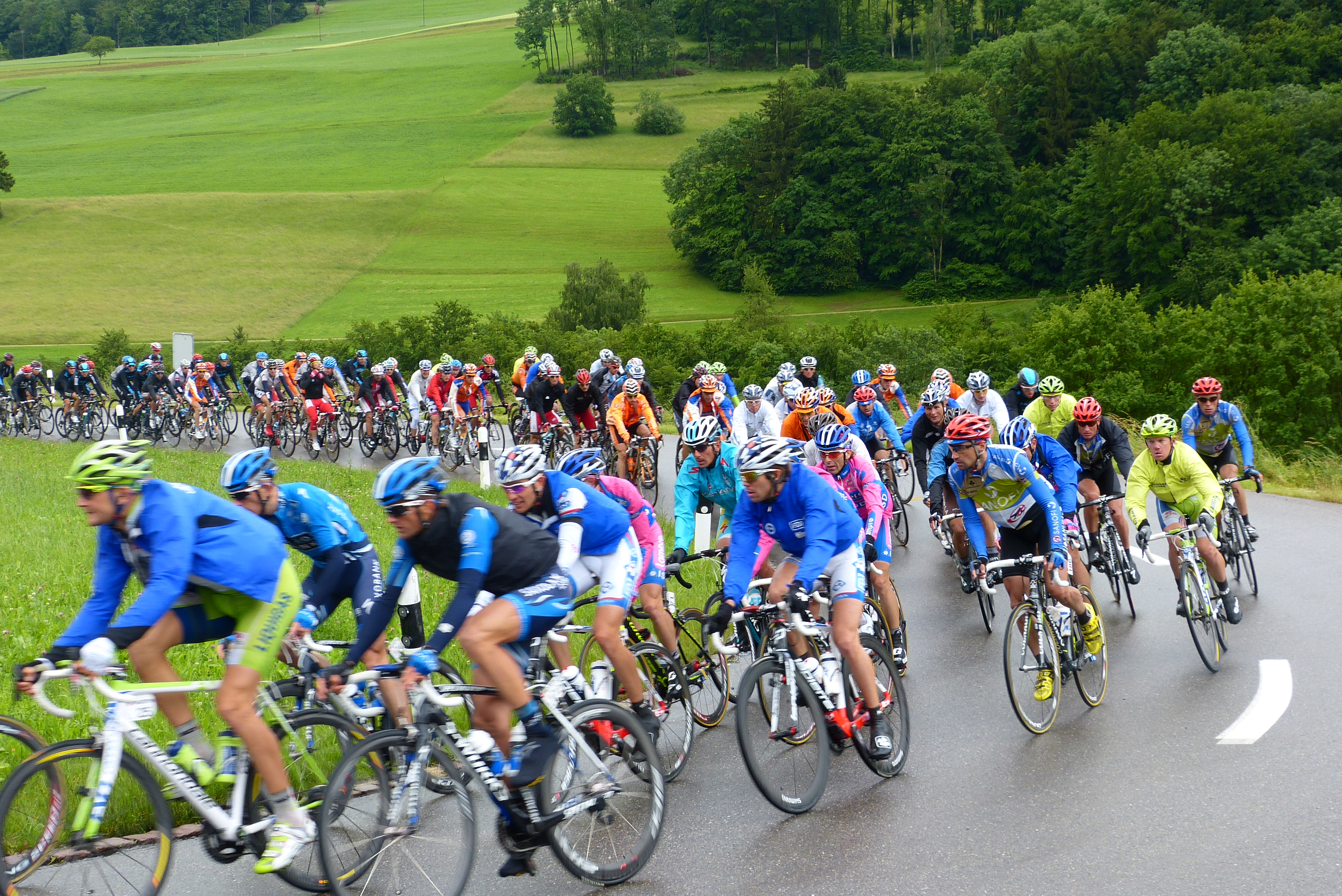
Tour de Suisse 2012.
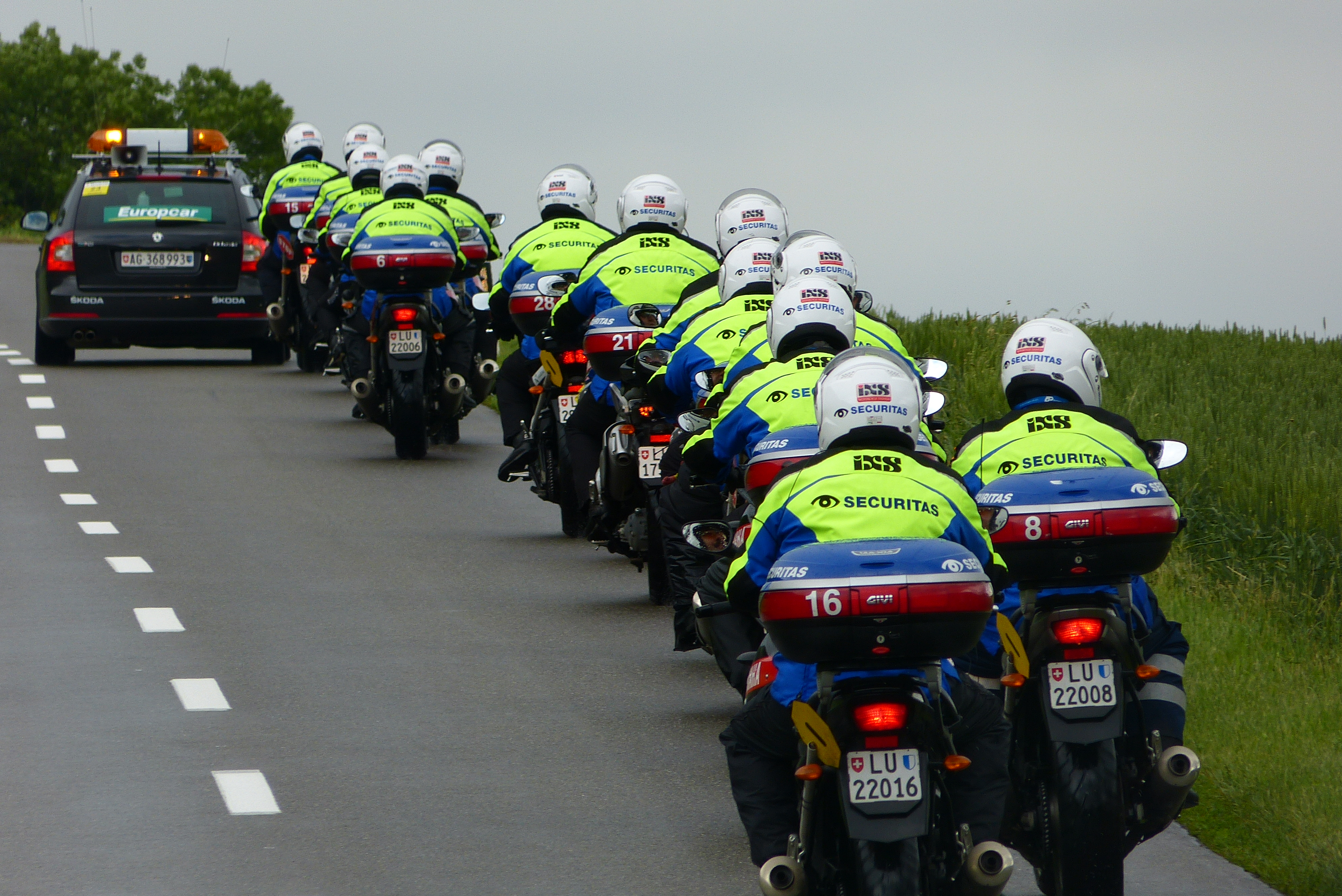
Sécurité.
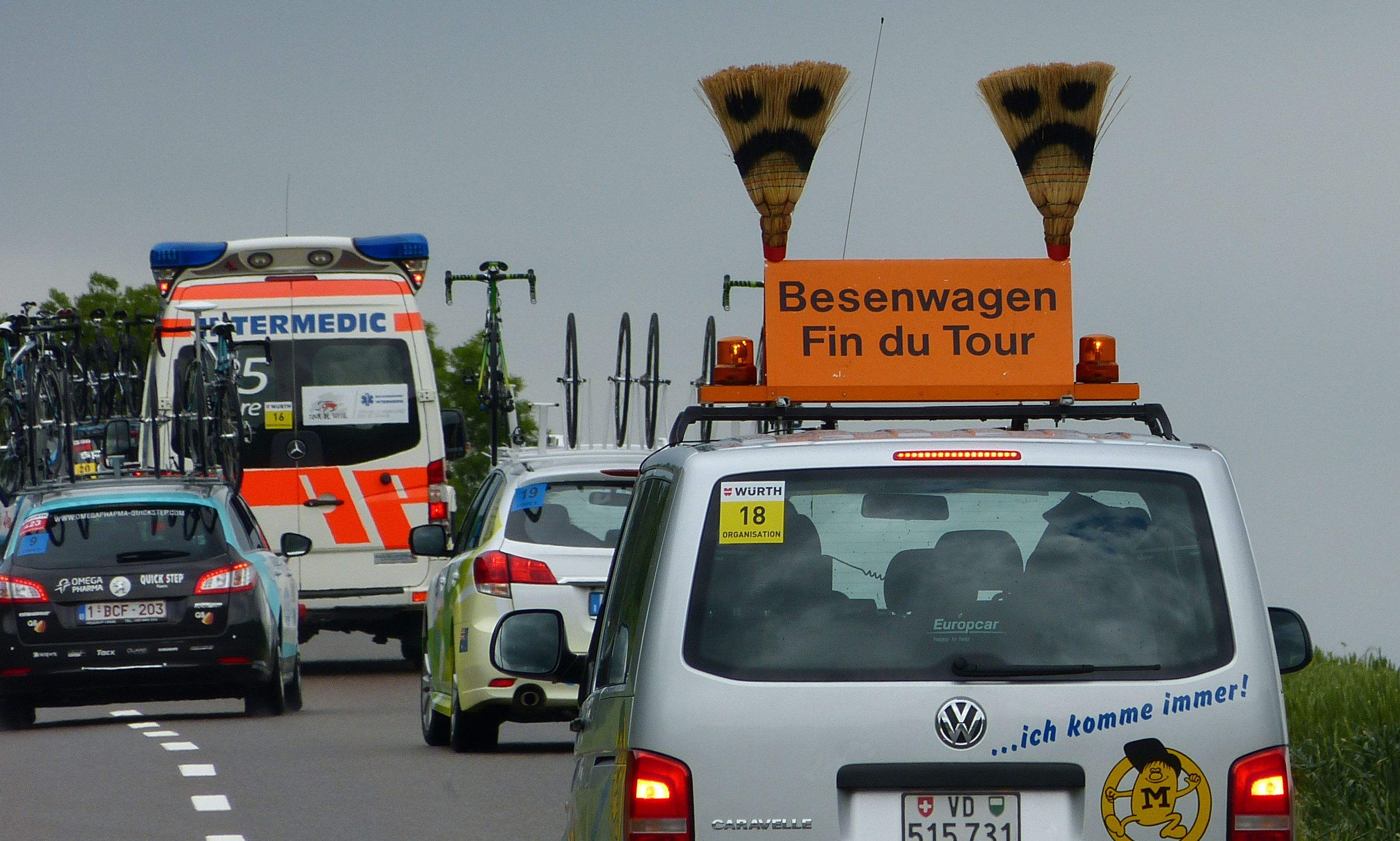
Le"Besenwagen".

## Culture
Le film C'était hier évoque le Tour de Suisse de 1937, lors de son passage à Lucens.